# BSG80 - The Night the Cylons Landed (1)
The Night the Cylons Landed (1) is de zevende aflevering van de Amerikaanse sciencefictionserie Galactica 1980.

## Rolverdeling

### Hoofdrollen
- Commander Adama - Lorne Greene
- Boomer - Herbert Jefferson, Jr.
- Kapitein Troy - Kent McCord
- Luitenant Dillon - Barry Van Dyke
- Jamie Hamilton - Robyn Douglass
- Dokter Zee - Patrick Stuart

### Gastrollen
- Wolfman Jack - Als zichzelf
- Norman - William Daniels
- Shirley - Lara Parker
- Kolonel Briggs - Peter Mark Richman
- Andromus - Roger Davis

## Synopsis
De Cylons hebben een nieuw model gecreëerd. Een menselijke Androïde. Tijdens een verkenningstocht met zijn Cylon Raider raakt de Androïde Andromus verdwaald en stort neer op de aarde bij de stad New York. Behalve hijzelf overleeft ook een Centurion dit. Andromus en zijn Centurion gaan hierop op zoek naar een radiostation om een bericht te kunnen sturen naar de Cylon-vloot dat zij de aarde gevonden hebben, zodat de Cylons de aarde kunnen vernietigen. Het feit dat ze tijdens Halloween geland zijn, werkt in hun voordeel.
Troy en Dillon proberen hen te stoppen en ondertussen een kind uit een vuur te redden. De Amerikaanse dj Wolfman Jack maakt een cameo optreden als zichzelf.